# 江苏省苏州昆剧院
江苏省苏州昆剧院，中國江蘇省的公營昆曲戲劇藝術表演院團，設在蘇州市。相繼培養了繼、承、弘、揚四代崑劇演員。

## 簡史

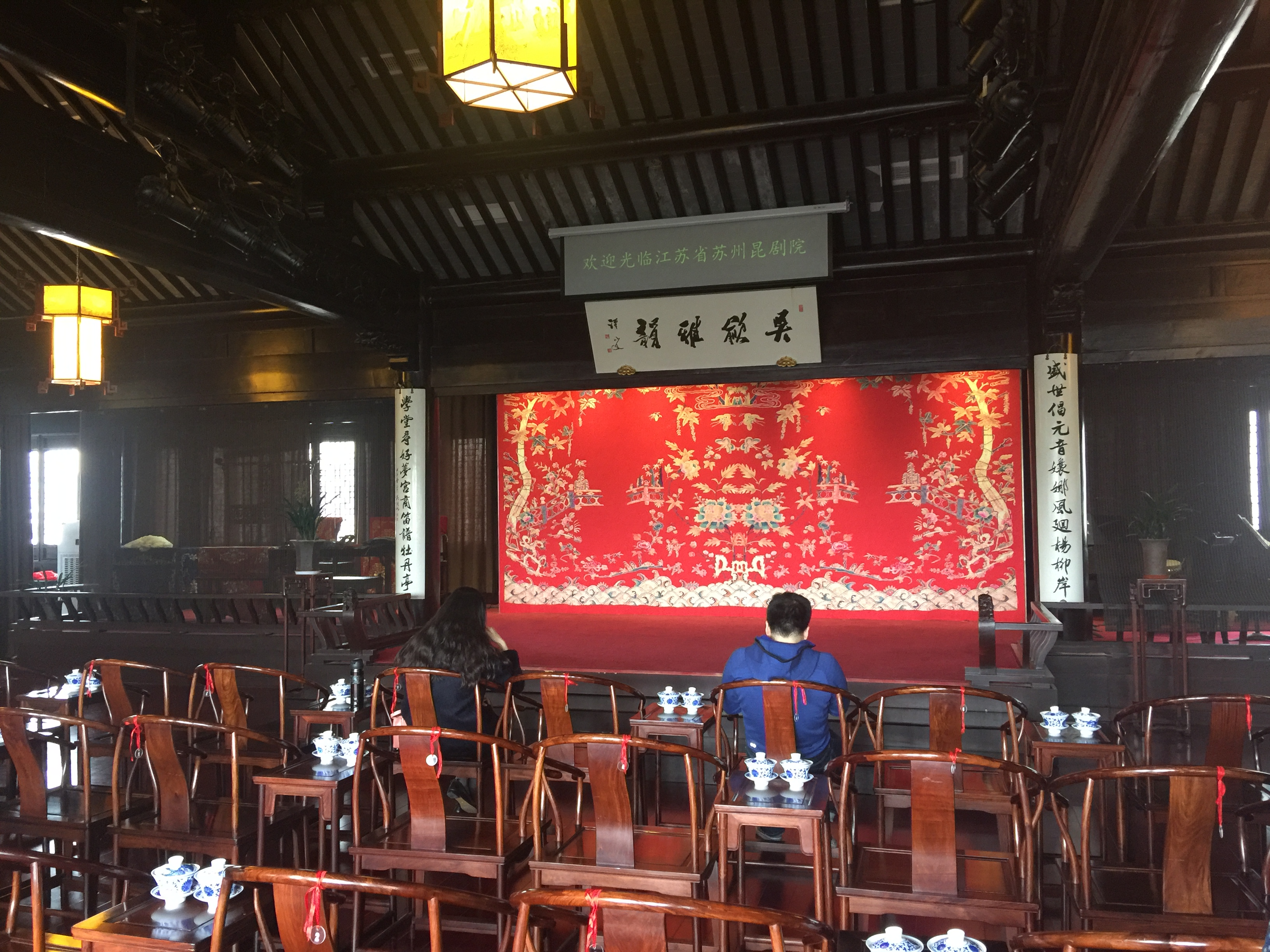
苏州昆剧院的演出场所

### 私營時期
劇院歷史可追溯到私營崑曲戲班上海民鋒蘇劇團，1953年搬到江蘇蘇州。

### 公營時期
1956年10月1日在民鋒蘇劇團基礎上建立公營江蘇省蘇崑劇團，蘇劇和崑劇兼演。
2001年改江蘇省蘇州崑劇院。

## 陣容

### 崗上演員
獲評正高級（國家1級）職稱演員7位：呂福海、陶紅珍、楊曉勇、周友良、王芳、趙文林、湯遲蓀；創作人員3位。
獲評副高級（國家2級）職稱演員20位：尹建民、徐柏仁、張建偉、陳濱、王如丹、王瑛、俞玖林、沈豐英、周雪峰、沈國芳、高雪生、唐榮 (崑曲)、呂佳、鄒建梁、徐雲舫、嚴麟、府劍萍、汪瑛瑛、錢玉川、龐林春（俞玖林和沈豐英獲得中國戲劇梅花獎）。

### 離休演員
- 張繼青
- 姚繼焜
- 周世琮

### 領導
- 黨委書記兼院長蔡少華
- 黨委副書記呂福海

## 主要劇目
- 《長生殿》
- 《爛柯山》
- 《西廂記》
- 《滿床笏》
- 《牡丹亭》
- 《青春版牡丹亭》（白先勇製作）
- 《新版玉簪記》（白先勇製作）

## 外部連結
- 江苏省苏州崑剧院网站 （页面存档备份，存于）